# BMW XM
BMW XM (G09) — люксовий кросовер (SUV), що дебютував 27 вересня 2022 року.
Зовні автомобіль подібний на концепт-кар BMW Concept XM 2021 року. Старт серійного виробництва ХМ заплановано на кінець 2022 року на заводі BMW у Спартанбурзі, Південна Кароліна. Старт продажів очікується на початку 2023 року.

## Опис

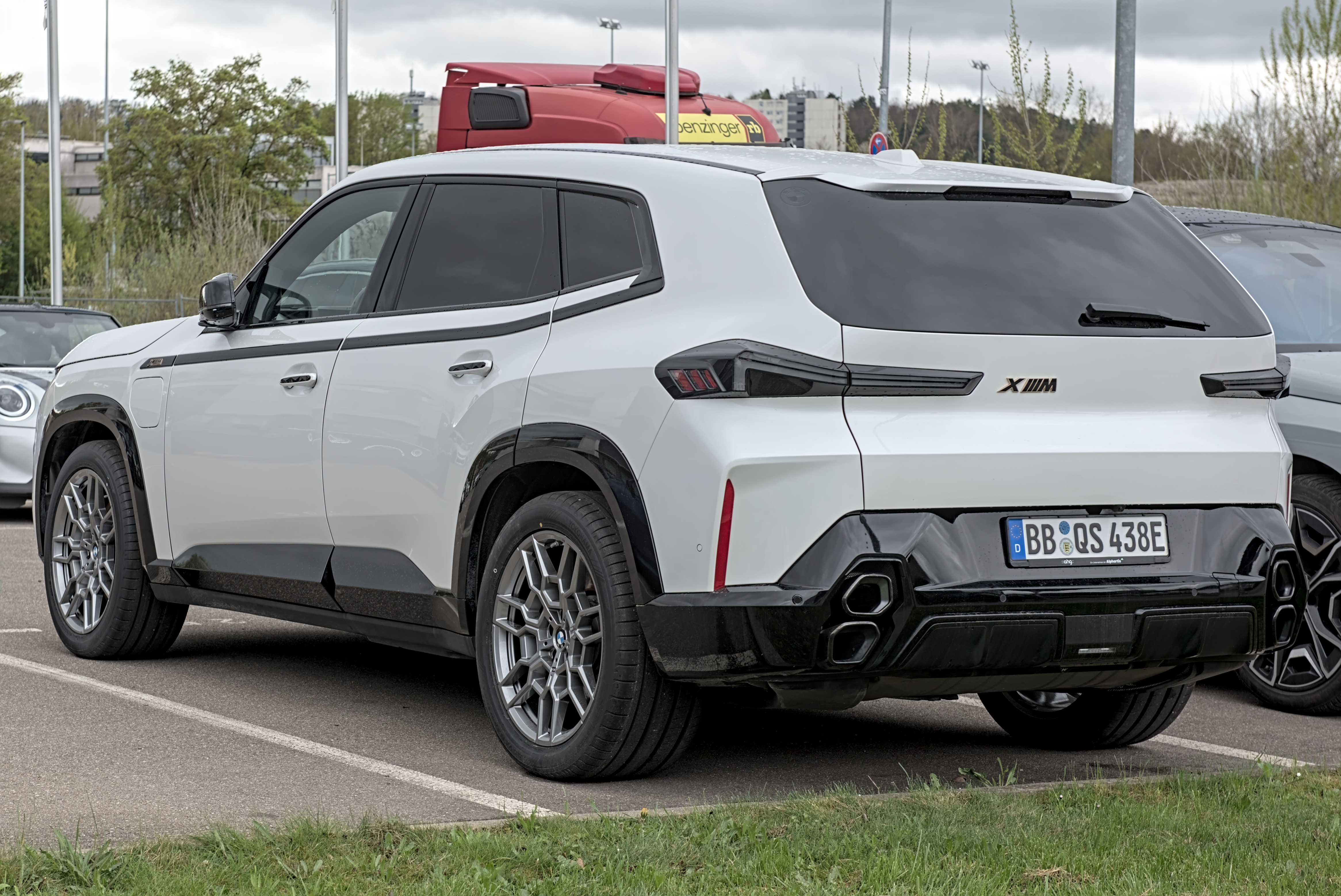

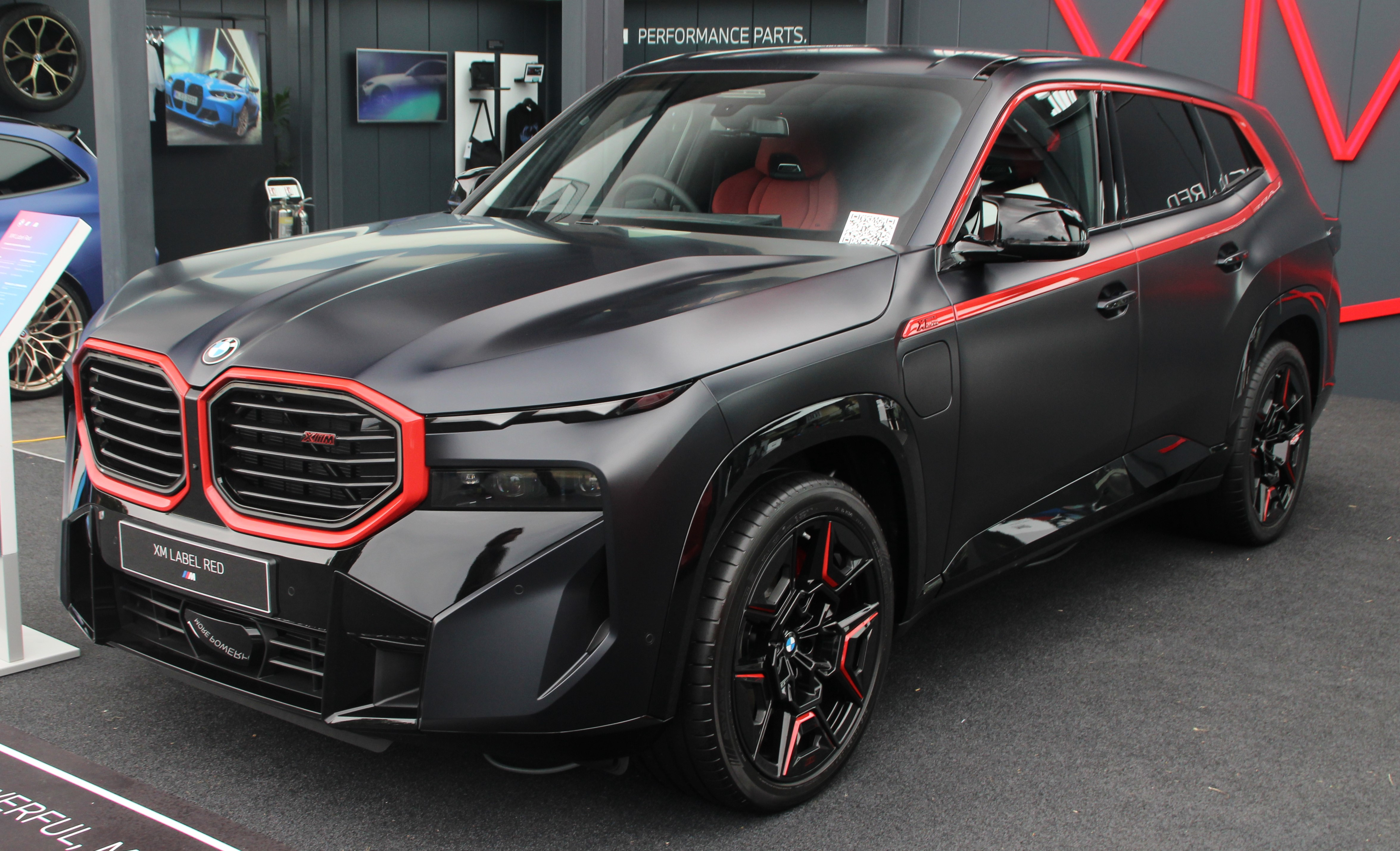
BMW XM Label Red (G09)

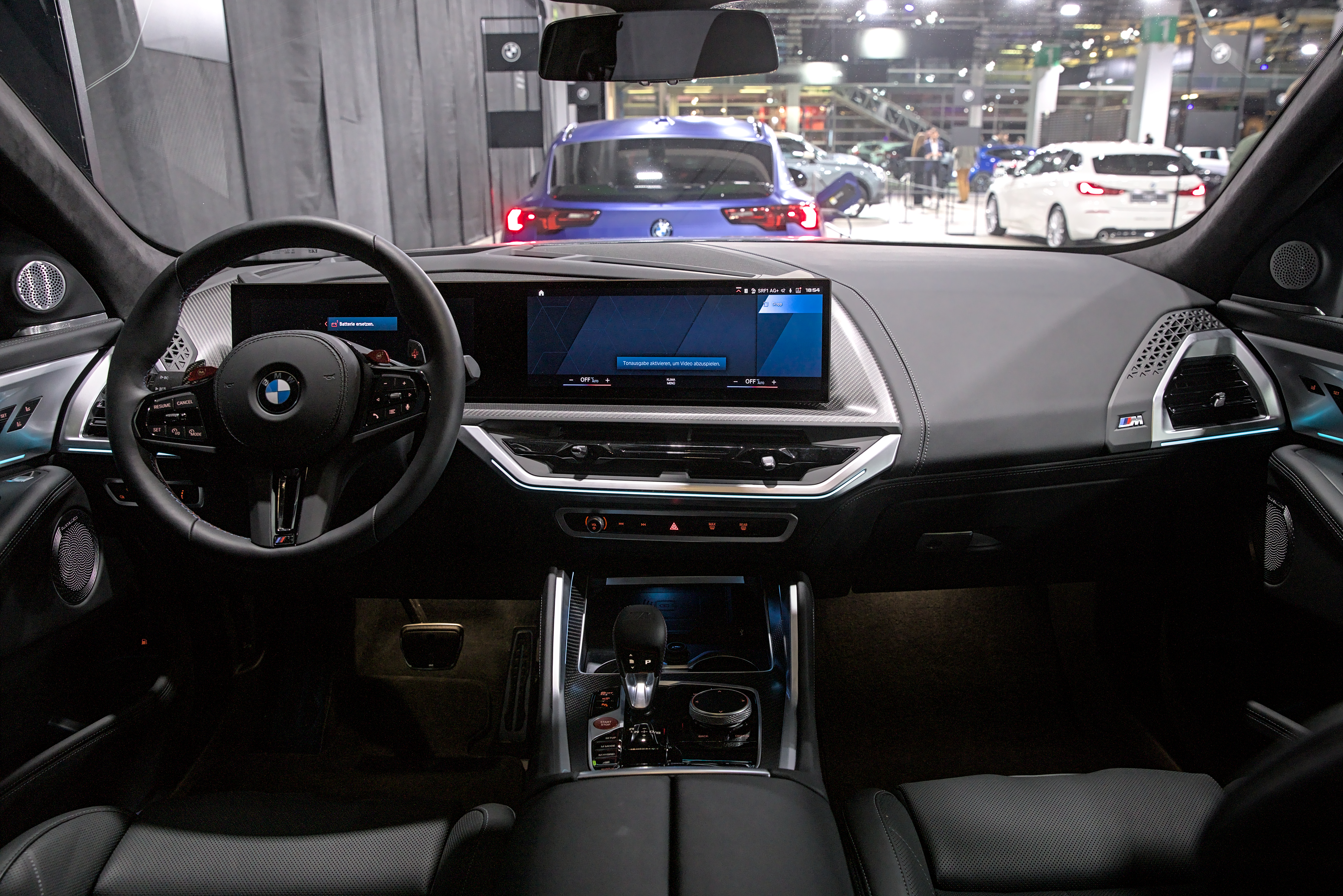

Новий BMW XM стане конкурентом: Lamborghini Urus, Aston Martin DBX та Bentley Bentayga.
Кросовер отримав 8-ступінчастий автомат ZF, постійний повний привід з електронним диференціалом, електроннокеровані амортизатори, систему придушення кренів кузова та повнокероване шасі.
Потужність передається на 23-дюймові колеса, які взуті в шини 275/35R23 спереду та 315/30R23 ззаду.
З вимкненим ДВЗ кросовер зможе проїхати до 82-88 кілометрів за циклом WLTP.
Ціна нового БМВ ХМ стартує приблизно із 159 тис. доларів. Розробили модель у підрозділі BMW Motorsport.

## Двигуни
- BMW XM 50e 3.0 л B58 twin turbo + електродвигун 475 к.с. 700 Нм
- BMW XM 4.4 л S68 V8 twin turbo + електродвигун 653 к.с. 800 Нм
- BMW XM Label Red 4.4 л S68 V8 twin turbo + електродвигун 750 к.с. 1000 Нм (з 25 червня 2023р.)

## Продажі
| Рік  | Європа | США   |
| ---- | ------ | ----- |
| 2023 |        | 1,204 |